# Ceyssat
Ceyssat (/se.sa/) est une commune française, située dans le département du Puy-de-Dôme en région Auvergne-Rhône-Alpes.
Elle fait partie de l'aire d'attraction de Clermont-Ferrand. 
Le village a perçu le prix de l’un des plus beaux villages d’Auvergne en 2020[réf. nécessaire].

## Géographie

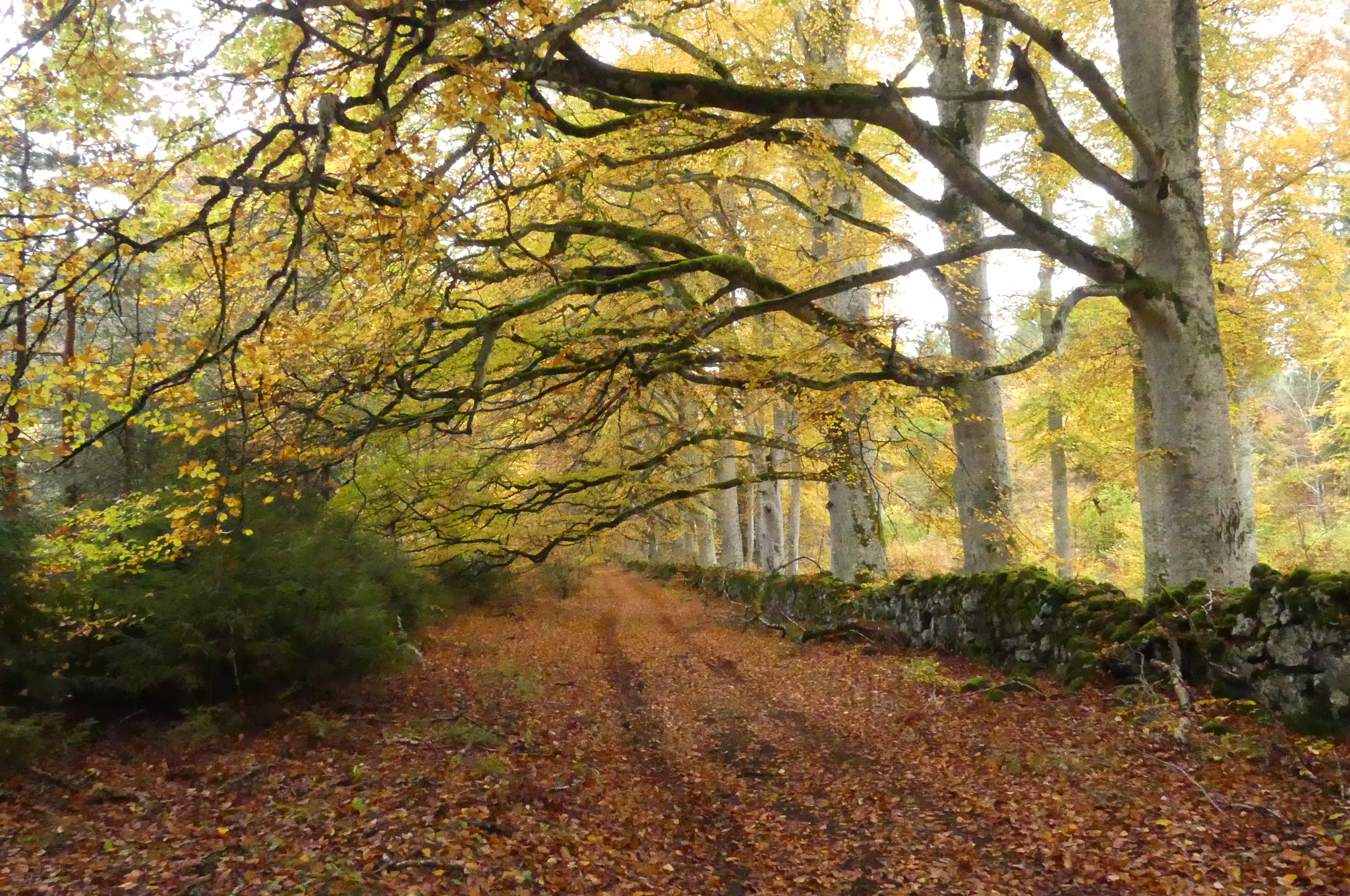
La forêt du Parc d'Allagnat près du col de la Moreno au sud-est de Ceyssat.

### Localisation
Elle fait partie du parc naturel régional des Volcans d'Auvergne.
Ses communes limitrophes sont :
| Mazaye | Saint-Ours |                                   |
|        | Ceyssat    | Orcines                           |
| Olby   |            | Nébouzat, Saint-Genès-Champanelle |

### Géologie et relief
La commune s'étend sur 3 017 hectares ; son altitude varie entre 757 et 1 410 mètres.

### Climat
Pour des articles plus généraux, voir Climat d'Auvergne-Rhône-Alpes et Climat du Puy-de-Dôme.
En 2010, le climat de la commune est de type climat des marges montagnardes, selon une étude du Centre national de la recherche scientifique s'appuyant sur une série de données couvrant la période 1971-2000. En 2020, Météo-France publie une typologie des climats de la France métropolitaine dans laquelle la commune est exposée à un climat de montagne ou de marges de montagne et est dans la région climatique  Ouest et nord-ouest du Massif Central, caractérisée par une pluviométrie annuelle de 900 à 1 500 mm, maximale en automne et en hiver. 
Pour la période 1971-2000, la température annuelle moyenne est de 8,6 °C, avec une amplitude thermique annuelle de 15,3 °C. Le cumul annuel moyen de précipitations est de 1 129 mm, avec 11,1 jours de précipitations en janvier et 8,6 jours en juillet. Pour la période 1991-2020, la température moyenne annuelle observée sur la station météorologique de Météo-France la plus proche, « Fontaine-du-Ber_sapc », sur la commune d'Orcines à 9 km à vol d'oiseau, est de 8,2 °C et le cumul annuel moyen de précipitations est de 1 023,7 mm,. Pour l'avenir, les paramètres climatiques de la commune estimés pour 2050 selon différents scénarios d'émission de gaz à effet de serre sont consultables sur un site dédié publié par Météo-France en novembre 2022.

## Urbanisme

### Typologie
Au 1er janvier 2024, Ceyssat est catégorisée commune rurale à habitat dispersé, selon la nouvelle grille communale de densité à sept niveaux définie par l'Insee en 2022.
Elle est située hors unité urbaine. Par ailleurs la commune fait partie de l'aire d'attraction de Clermont-Ferrand, dont elle est une commune de la couronne,. Cette aire, qui regroupe 209 communes, est catégorisée dans les aires de 200 000 à moins de 700 000 habitants,.

### Occupation des sols
L'occupation des sols de la commune, telle qu'elle ressort de la base de données européenne d’occupation biophysique des sols Corine Land Cover (CLC), est marquée par l'importance des forêts et milieux semi-naturels (69,5 % en 2018), une proportion sensiblement équivalente à celle de 1990 (69,3 %). La répartition détaillée en 2018 est la suivante : forêts (62,7 %), zones agricoles hétérogènes (23,6 %), milieux à végétation arbustive et/ou herbacée (6,8 %), zones urbanisées (3,6 %), prairies (3,4 %). L'évolution de l’occupation des sols de la commune et de ses infrastructures peut être observée sur les différentes représentations cartographiques du territoire : la carte de Cassini (XVIIIe siècle), la carte d'état-major (1820-1866) et les cartes ou photos aériennes de l'IGN pour la période actuelle (1950 à aujourd'hui).

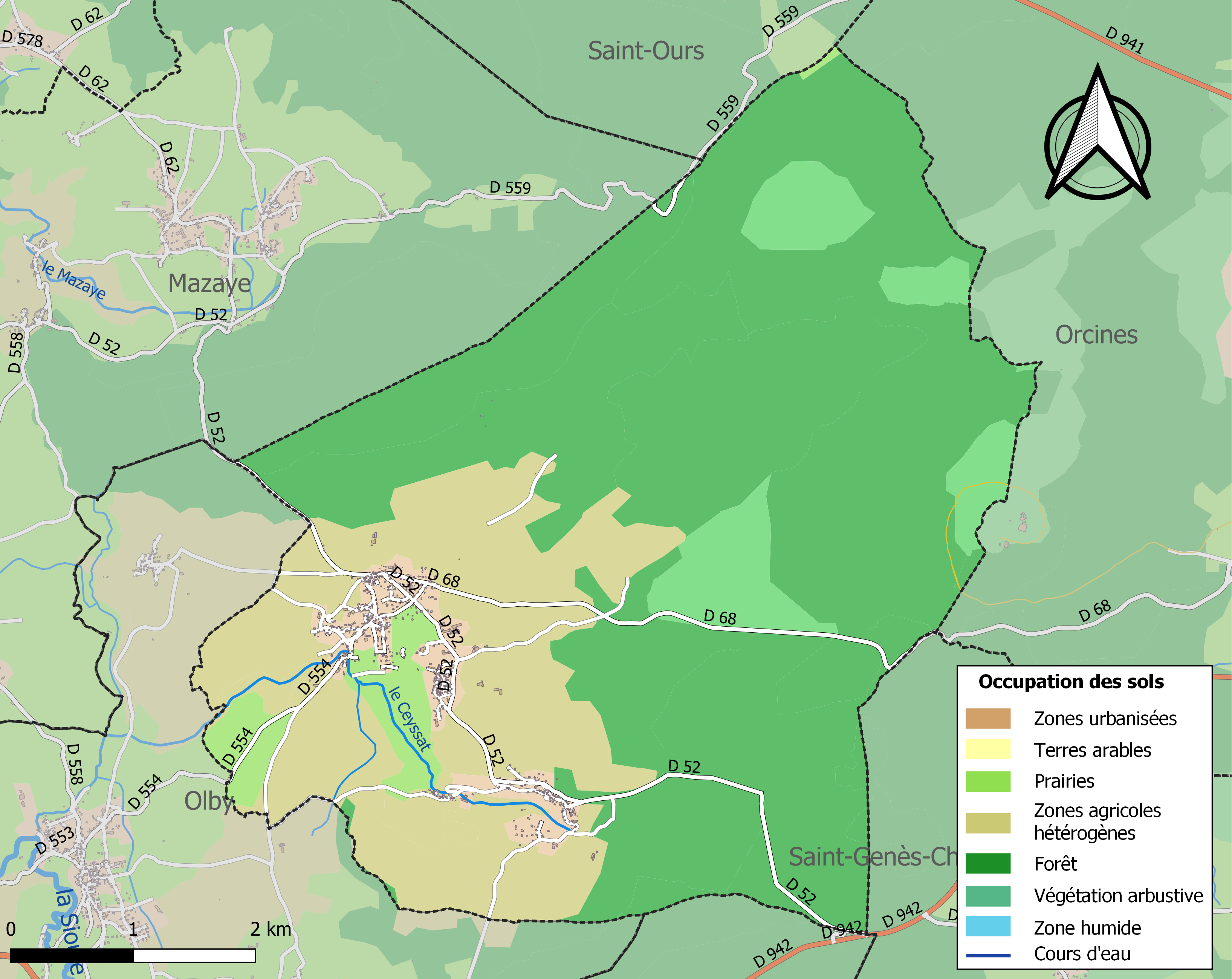
Carte des infrastructures et de l'occupation des sols de la commune en 2018 (CLC).

### Voies de communication et transports
Le territoire communal est traversé par les routes départementales 52 (liaison de Mazaye au col de la Moreno sur la RD 942), 68 (vers le col de Ceyssat et Clermont-Ferrand) et 554 (vers Olby).

## Toponymie
Par décret du 13 mars 1891, il est décidé du transfert du chef-lieu de la commune d'Allagnat à Ceyssat ainsi que du changement de nom de la commune.

## Politique et administration

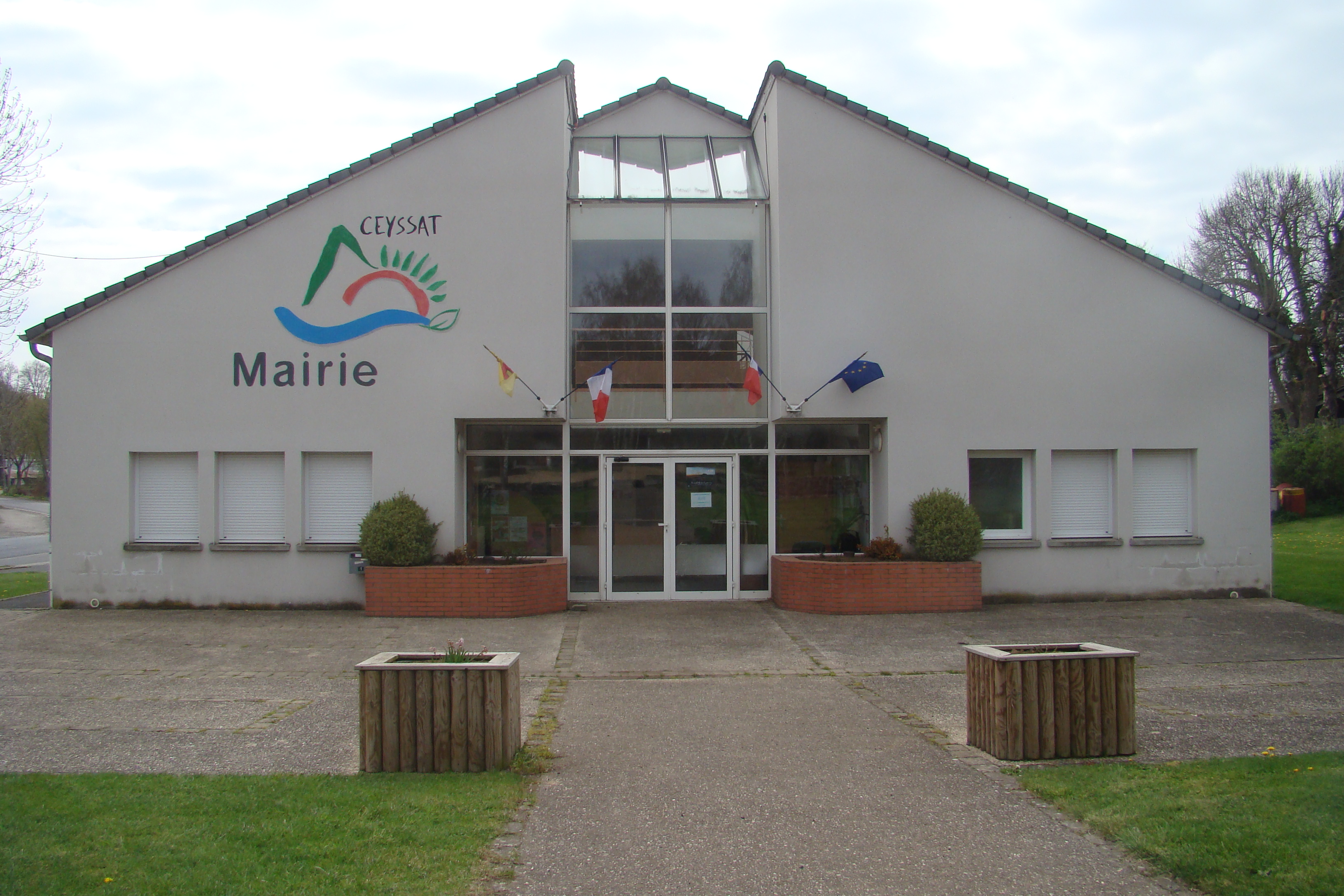
La mairie.

### Découpage territorial
Les limites territoriales des cinq arrondissements du Puy-de-Dôme ont été modifiées afin que chaque nouvel établissement public de coopération intercommunale à fiscalité propre soit rattaché à un seul arrondissement au 1er janvier 2017. La communauté de communes Dômes Sancy Artense à laquelle appartient la commune est rattachée à l'arrondissement d'Issoire ; ainsi, Ceyssat est passée le 1er janvier 2017 de l'arrondissement de Clermont-Ferrand à celui d'Issoire.
Jusqu'en mars 2015, la commune faisait partie du canton de Rochefort-Montagne ; à la suite du redécoupage des cantons du département, la commune est rattachée au canton d'Orcines.

### Liste des maires
| Période                                  | Période                   | Identité          | Étiquette | Qualité |
| ---------------------------------------- | ------------------------- | ----------------- | --------- | --- |
| Les données manquantes sont à compléter. |                           |                   |           | |
| avant 1981                               | ?                         | Eugène Hébrard    |           | |
| avant 2002                               | 2002                      | Pierre Beauvallot | DVD       | |
| 2002                                     | En cours (au 9 août 2020) | Gilles Allauze    |           | Retraité de la Banque de France 4e vice-président de la communauté de communes de Rochefort-Montagne (2014-2016) |

## Population et société

### Démographie
Les habitants de la commune sont appelés les Ceyssatois et les Ceyssatoises.
L'évolution du nombre d'habitants est connue à travers les recensements de la population effectués dans la commune depuis 1793. Pour les communes de moins de 10 000 habitants, une enquête de recensement portant sur toute la population est réalisée tous les cinq ans, les populations de référence des années intermédiaires étant quant à elles estimées par interpolation ou extrapolation. Pour la commune, le premier recensement exhaustif entrant dans le cadre du nouveau dispositif a été réalisé en 2008.

En 2022, la commune comptait 694 habitants, en évolution de +0,29 % par rapport à 2016 (Puy-de-Dôme : +2,1 %, France hors Mayotte : +2,11 %).
| 1793 | 1800 | 1806 | 1821 | 1831 | 1836 | 1841 | 1846 | 1851 |
| ---- | ---- | ---- | ---- | ---- | ---- | ---- | ---- | ---- |
| 759  | 789  | 874  | 823  | 887  | 908  | 880  | 910  | 878  |

| 1856 | 1861 | 1866 | 1872 | 1876 | 1881 | 1886 | 1891 | 1896 |
| ---- | ---- | ---- | ---- | ---- | ---- | ---- | ---- | ---- |
| 889  | 806  | 794  | 786  | 806  | 797  | 790  | 835  | 705  |

| 1901 | 1906 | 1911 | 1921 | 1926 | 1931 | 1936 | 1946 | 1954 |
| ---- | ---- | ---- | ---- | ---- | ---- | ---- | ---- | ---- |
| 716  | 697  | 707  | 628  | 600  | 547  | 533  | 493  | 422  |

| 1962 | 1968 | 1975 | 1982 | 1990 | 1999 | 2006 | 2008 | 2013 |
| ---- | ---- | ---- | ---- | ---- | ---- | ---- | ---- | ---- |
| 373  | 348  | 343  | 364  | 424  | 467  | 592  | 628  | 673  |

| 2018 | 2022 | - | - | - | - | - | - | - |
| ---- | ---- | - | - | - | - | - | - | - |
| 695  | 694  | - | - | - | - | - | - | - |

### Enseignement
Les collégiens sont scolarisés à Pontgibaud, au collège Anna Garcin-Mayade. Les lycéens se rendent à Clermont-Ferrand, au lycée Ambroise-Brugière.

## Culture locale et patrimoine

### Lieux et monuments
- Agglomération romaine du col de Ceyssat, sur les communes de Ceyssat, Orcines et Saint-Genès-Champanelle
- Les bacs de Ceyssat,
- Le château d'Allagnat.